# Janice MacKinnon
Pour les articles homonymes, voir MacKinnon.
Janice MacKinnon (née Potter) (née le 30 janvier 1947) est une historienne une femme politique provinciale canadienne de la Saskatchewan. Elle représente les circonscriptions de Saskatoon Westmount et de Saskatoon Idylwyld à titre de députée du Nouveau Parti démocratique de la Saskatchewan de 1991 à 2001.

## Biographie
Née à Kitchener en Ontario, Mackinnon étudie à l'Huron University College (en) de l'Université Western Ontario d'où elle ressort avec un baccalauréat en arts en 1969. Elle fait ensuite une maîtrise et un doctorat à l'Université Queen's de Kingston.
MacKinnon est mariée à Peter MacKinnon (en), président de l'Université de la Saskatchewan à 1999 à 2012, où elle travaille comme professeure dans le département d'histoire.

### Carrière politique
Élue en 1991, elle sert comme ministre des Finances, ministre des Services sociaux, ministre de l'Économie et du Développement coopératif, ministre responsable du Commerce, de la Recherche et des Investissements et leader du gouvernement à l'Assemblée législative.

### Après la politique
Ayant démissionné de ses charges ministérielles et de son poste de députée en 2001, elle siège au conseil des directeurs de l'Institut de recherche en politiques publiques et de la Canada West Foundation (en).
Faite membre de la Société royale du Canada en 2005, elle est appelée a siéger au conseil d'administration de la société d'État Investment Saskatchewan. Elle siège également comme conseillère à la Commission de l'écofiscalité du Canada.